# Japansk konst under Ashikagaperioden

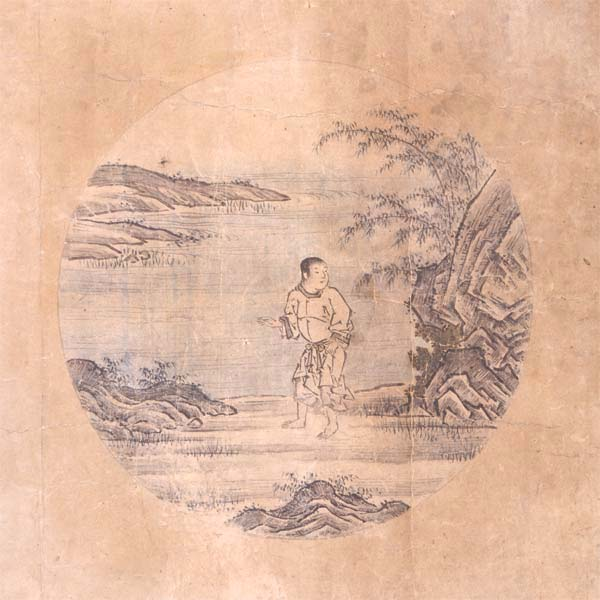
Sökandet efter oxen, den första bilden i en serie på tio som återger en boskapsherdes sökande efter sitt bortsprungna djur; en symbolisk historia med kinesiska förlagor, där det andliga livet, på typiskt zenmanér liknas vid det mest praktiska djuret. Den åttonde bilden i serien är helt blank och symboliserar herdens, oxens och helhetens upplösning - det rena medvetandet.
Tuschmålning av Shūbun, diameter 14 cm, Shokokujitemplet, Kyoto, tidigt 1400-tal.

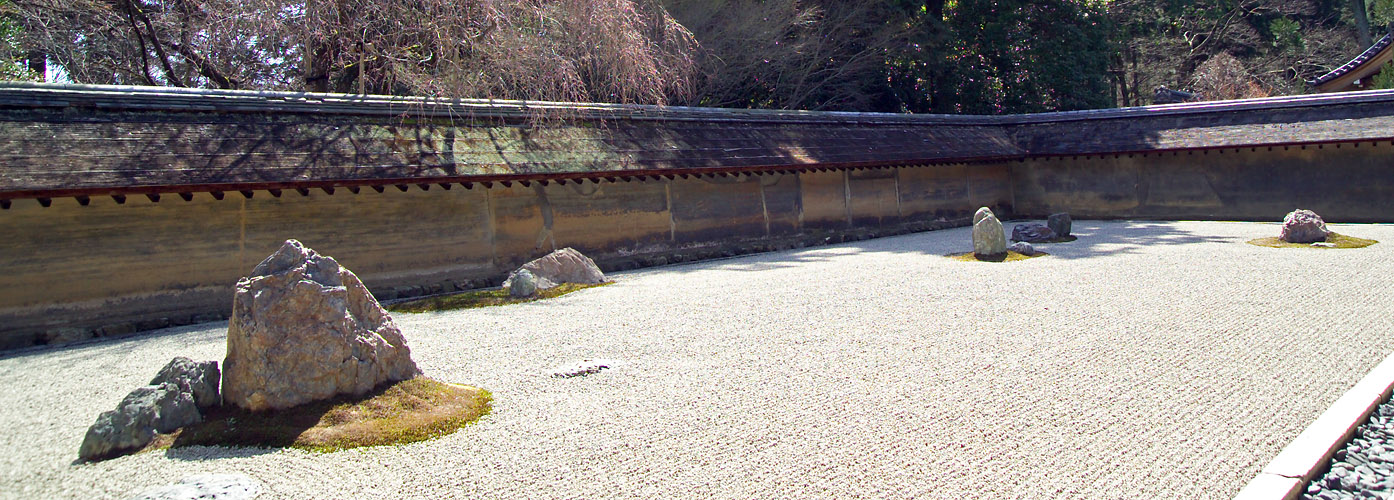
Stenträdgården i zentemplet Ryoanji i Kyoto med sina omsorgsfullt placerade stenar och krattade mönster härstammar från 1488.

Ashikagaperioden (1338-1573), kallas även Muromachiperioden eftersom samurajsläkten Ashikaga tog kontrollen över shogunatet och flyttade huvudstaden till Muromachidistriktet i Kyoto. Under de nya herrarna avbröts den populariserade trenden som konsten genomgått tidigare och fick på nytt en mer förfinad och elitistisk prägel. Under perioden återintroducerades också Chans antiintellektuella lära i Japan och vann anhängare bland militären, vilket blev grunden för den japanska zenbuddhismen.
Zentemplen organiserade handel och resor till Kina vilket fick till följd att kinesiska målningar och andra konstföremål importerades till Japan där de snabbt började påverka de japanska konstnärer som arbetade för zentemplen och hos shogunatet. När de gamla motiven byttes mot nya ersattes yamato-e-måleriets klara färger med ett nytt kinesiskt manér, nämligen sumi-e-konstens monokromer.
Den bild som prästen och målaren Kaō (början av 1400-talet) skapade av den legendariske munken Kensu (Hsien-tzu på kinesiska) precis i det ögonblick då han nådde upplysning, är typiska för det tidiga Muromachimåleriet. Målningen är utförd med några snabba penseldrag och innehåller ett minimum av detaljer.
Josetsus Att fånga havskatt med en kalebass (tidigt 1400-tal, Taizo-in, Nyashinji, Kyoto) innebar en vändpunkt i Muromachimåleriet. I bilden står en man med en kalebass vid en strand i förgrunden och tittar på en fisk i vattnet. Mellanplanet är dolt av dimma och i långt i bakgrunden reser sig ett berg. Målningen, som ursprungligen utfördes för en skärm som skulle stå direkt på golvet, hängdes snart upp och exponerades som en illustrerad bokrulle med bl.a. ett tecken som betyder "den nya stilen". Det antas allmänt att det är det "kinesiska" panoramiska rummet som var det nya i målningen.

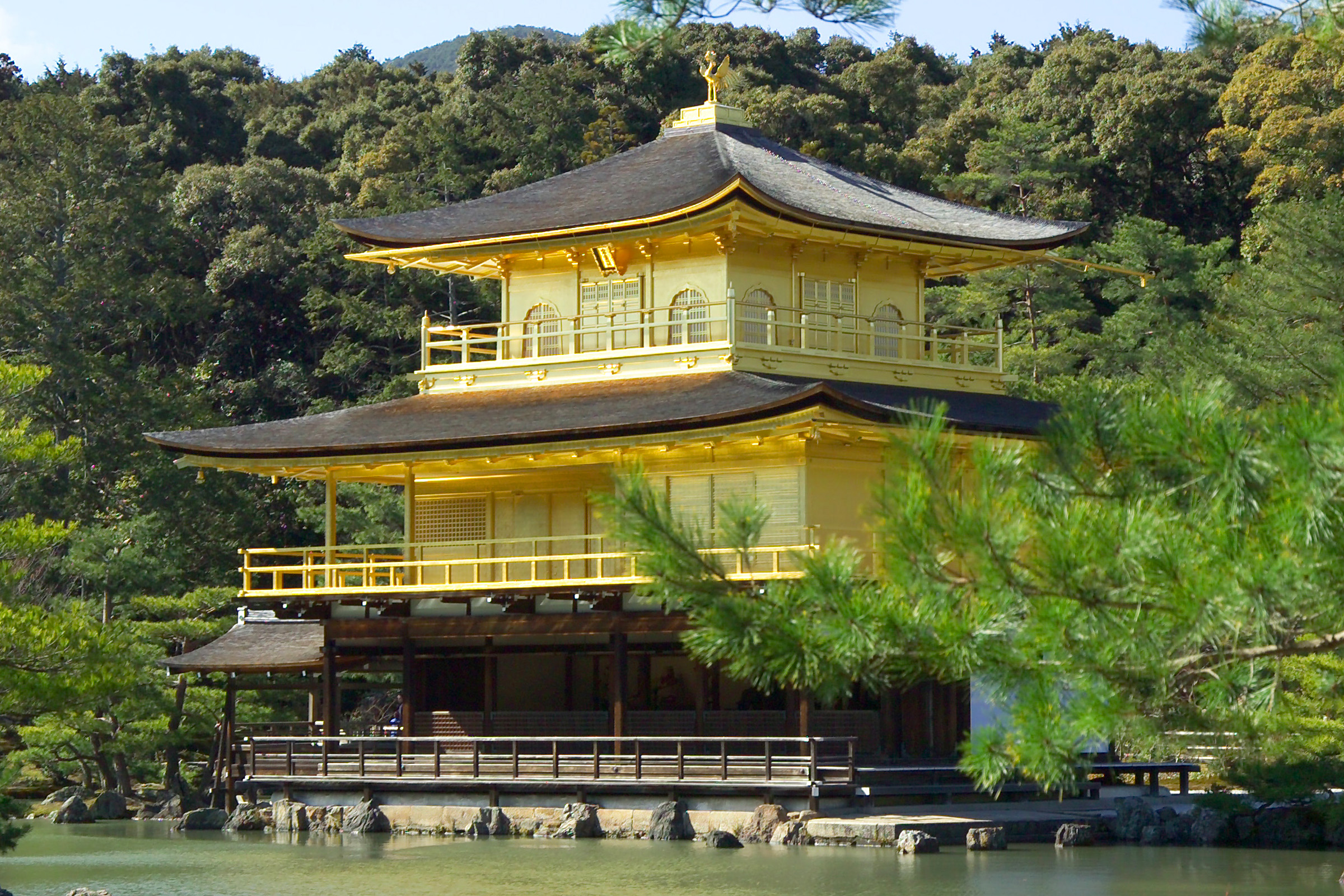
Guldpaviljongen i Kinkakujitemplet i Kyoto, 1397.

Muromachimåleriets främsta namn var Shūbun och Sesshu. Shūbun tillhörde de som fick möjligheten att åka till Kina och studera den kinesiska konsten på plats och hans konst ligger nära de kinesiska källorna, med omsorgsfullt återgivna landskap med stor djupverkan och många detaljer i förgrunden. Sesshu var en mästare på snabba penseldrag och hans landskapscener bygger på kontrasten mellan konkreta detaljer i förgrunden, tecknade med några summariska, opaka penseldrag, och en målerisk, upplöst bakgrund. 
Inom arkitektur och inredning innebar teceremonierna och ikebana, konstfulla blomsterarrangemang, ett nytillskott. I tehuset, som utgick från lantliga förebilder, gavs tillfälle att genom en rituell ceremoni rensa sinnena från vardagens bekymmer. Likaså innebar de omständliga blomsterarrangemangen tillfälle att meditera över tingens varande.